# Fujiyama (achtbaan)
Fujiyama is een stalen achtbaan in het Japanse attractiepark Fuji-Q Highland in de stad Fujiyoshida in de prefectuur Yamanashi.
Bij de opening van Fujiyama was het de snelste en hoogste achtbaan ter wereld. Met de opening van Tower of Terror in Dreamworld in januari 1997 verloor Fujiyama de titel snelste achtbaan ter wereld. Het hoogterecord werd niet verbroken tot de opening van Millennium Force in 2000.
Huidig: Dodonpa · 
Eejanaika · 
Fujiyama · 
Fuwa Fuwa Osora No Dai-Bouken ·
Mad Mouse · 
Rock 'N Roll Duncan · 
Takabisha
Voormalig: Double Loop · 
Giant Coaster · 
Moonsault Scramble · 
Zola 7